# Pantsir-S
Il Pantsir-S ( in cirillico: Панцирь-С, nome in codice NATO: SA-22 Greyhound) noto anche come Tunguska-3 durante la sua fase di sviluppo, è una famiglia di sistemi missilistici da difesa aerea e di artiglieria contraerea a corto raggio di fabbricazione russa, sviluppata e prodotta dal KBP Instrument Design Bureau di Tula tra gli anni duemila/duemiladieci ed entrata in servizio nel 2012 presso l'esercito della Federazione Russa.
Sviluppati a partire dal 2K22 Tunguska, i Pantsir-S sono stati progettati per la difesa aerea di punto di installazioni militari, poli industriali e sedi amministrative, da attacchi aerei condotti da velivoli, elicotteri, missili da crociera e UAV a quote basse ed estremamente basse. Sono inoltre impiegati per fornire protezione aggiuntiva alle unità di difesa aerea di rango superiore, come dimostra il loro impiego a protezione degli S-400 nella base aerea russa di Latakia, Siria.
Il sistema Pantsir-S si compone, di base, di una piattaforma mobile, ruotata o cingolata, equipaggiata da 2 cannoni anti-aerei automatici e 12 missili terra-aria a guida ottica o radar: il tracciamento è fornito da un radar affogato tra i sistemi d'arma mentre l'acquisizione è delegata ad un radar girevole posto al di sopra di quest'ultimi.
Nella sua prima versione, nota come Pantsir-S1, il sistema è in grado di tracciare fino a 10 bersagli collocati fino a 20 km di distanza ed 8 km di altitudine mentre è in grado di ingaggiarne 4 simultaneamente. Negli anni il sistema è stato costantemente aggiornato tanto da esserne sviluppate diverse versioni, tra cui: una ottimizzata per le operazioni nell'artico, denominata Pantsir-SA, ed una navale, denominata Pantsir-M.
Ad inizio 2021, il Pantsir-S è in servizio nelle forze armate di diverse nazioni ed una sua nuova versione aggiornata, il Pantsir-SM, è in fase avanzata di valutazione presso le forze armate della Federazione Russa.

## Sviluppo

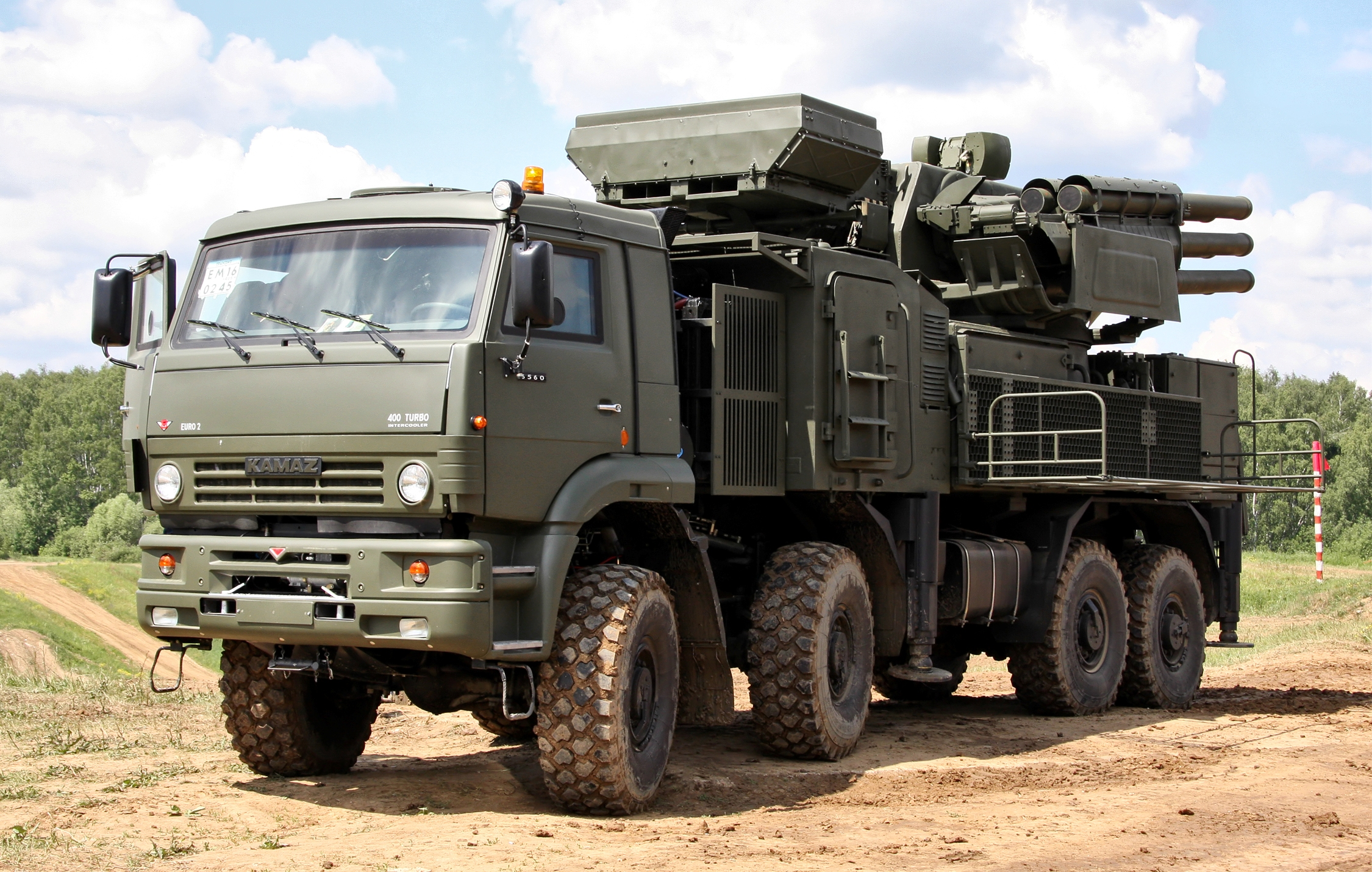
Un Pantsir-S1 in modalità di trasferimento. Si notino i container ed i cannoni in posizione neutra ed il radar di acquisizione bersagli coricato.

Con lo scopo di sostituire il Tunguska, lo sviluppo del sistema Pantsir iniziò nel 1990 e si chiuse con il completamento, nel 1994, del primo prototipo denominato Pantsir-S ed esposto al MAKS 1995. Con la dissoluzione dell'URSS il programma incontrò numerose difficoltà tra cui l'interruzione dei finanziamenti. Tuttavia, KBP continuò a sviluppare la piattaforma Pantsir ricorrendo ai fondi aziendali privati. Il lavoro del Bureau KBP, portò il programma a sottoporsi ad una profonda ri-progettazione che coinvolse la torretta, i sistemi radar e l'aggiornamento delle apparecchiature elettroniche; ogni elemento in comune con il Tunguska venne rimosso e sostituito.
I test di lancio si sono svolti nel giugno 2006 presso il poligono di tiro di Kapustin Yar, mentre i test di stato immediatamente precedenti alla consegna del sistema, si conclusero nel maggio 2007. Uno di questi test prevedeva una simulazione di missione di difesa aerea: una marcia forzata di 250 km fino ad una posizione di lancio non preparata e l'abbattimento di un bersaglio.
Il 16 novembre 2012, il Pantsir-S1 è stato ufficialmente integrato nei ranghi dell'esercito russo. Nel 2015 è invece entrata in servizio la sua versione modernizzata, denominata Pantsir-S2. Nel 2021 è prevista l'entrata in servizio del Pantsir-SM.

## Caratteristiche

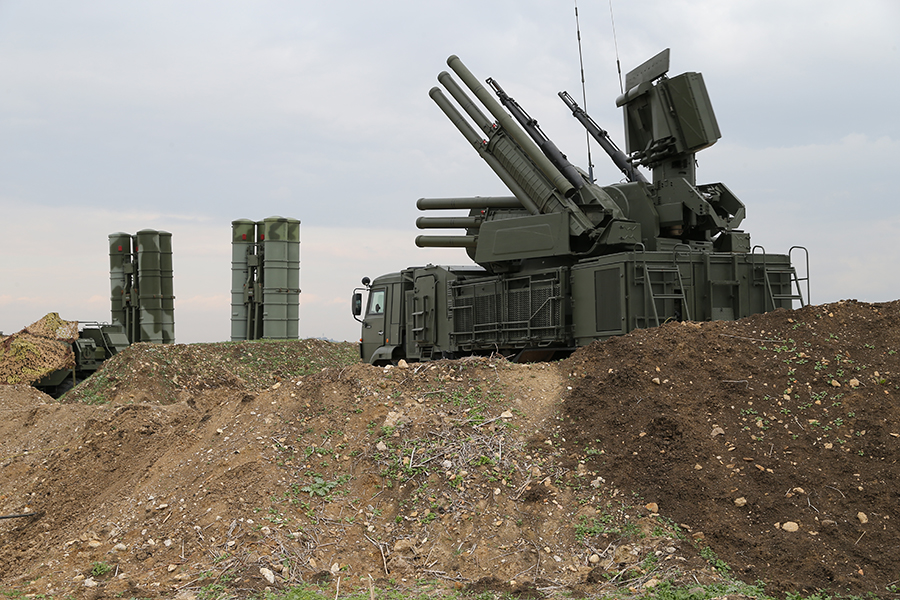
Un Pantsir-S1 in ordine di combattimento, schierato a protezione di sistemi a lungo raggio.

In origine, i sistemi missilistici sovietici erano complessi difensivi statici e per questo vulnerabili agli attacchi aerei condotti da forze aeree nemiche. Pertanto, si scelse per i sistemi di nuova concezione, come per l' S-300, piattaforme mobili in grado di cambiare posizione ed occultarsi con più facilità. Tuttavia, una volta che l'unità di S-300 fosse stata scoperta, era ancora molto vulnerabile ad un attacco aereo in forze. Il ruolo per cui è stato originariamente progettato il Pantsir, quindi, è quello della difesa dei sistemi a lungo raggio, ruolo che si è poi espanso alla protezione, in ultima istanza, di qualsiasi obiettivo con valenza strategica.
Dopo aver ricevuto le coordinate del bersaglio da sorgente radar propria o esterna, può tracciare il bersaglio con il proprio radar entro un intervallo da -5 a +85 gradi sulla verticale, ed a 360° sull'asse orizzontale e reagire alla minaccia con un tempo di reazione tra i 4 ed i 6 secondi. Il lancio dei missili avviene ad intervalli da 1-1,5 secondi l'uno dall'altro e le probabilità di abbattimento del bersaglio al lancio di un singolo razzo è tra il 70 e l'85%.
Può colpire anche bersagli in volo radente e può rispondere al fuoco anche se in movimento.
La piattaforma può funzionare in varie modalità – attiva, passiva, in modalità analogica con operatori a bordo o, nelle ultime versioni, del tutto automatica – ed ha struttura modulare che consente una rapida e facile sostituzione di qualsiasi componente.

### Armamento
L'armamento principale delle piattaforme Pantsir-S consiste di 12 missili terra-aria 57E6 teleguidati o 57E6-E a due stadi radio-guidati ed a combustibile solido. I missili sono alloggiati, pronti al lancio, in container sigillati da sei missili ciascuno che vengono sostituiti in blocco al momento del rifornimento munizioni. Ogni container ha una vita operativa, dal momento della produzione, di 15 anni allo scadere dei quali il container dev'essere sostituito e rottamato per ragioni di sicurezza.
Nel caso dei missili 57E6-E a due stadi, il primo stadio è costituito da un booster che fornisce una rapida accelerazione nei primi 2 secondi di volo. Il secondo stadio, che prosegue il volo verso il bersaglio una volta avvenuta la separazione dal booster, contiene, anche per il tipo 57E6, esplosivo ad alto potenziale, una testata a frammentazione, un transponder radio e laser e le spolette per l'innesco da contatto o di prossimità. Nessuno dai missili impiegati dal Pantsir è equipaggiato con un gruppo ottico da ricerca attiva del bersaglio (seeker) per mantenere bassi i costi di produzione.
Al contrario, il volo del missile è guidato dai sensori del radar della piattaforma che può gestirne in simultanea fino a 4 missili per volta. I missili possono essere lanciati simultaneamente a quattro bersagli differenti, ma possono anche essere indirizzati, a coppie, contro un singolo bersaglio al fine di massimizzare le probabilità di neutralizzazione. Le probabilità di abbattimento non sono inferiori al 70% per i sistemi Pantsir-S1.
Nelle versioni successive del Pantsir, sono stati adottati dei missili con gittata e velocità maggiorate ma sempre appartenenti alla famiglia degli 57E6.
L'armamento, in tutte le versioni del Pantsir-S, eccetto quella artica, è completato da 2 cannoni 2A72 da 30 mm (Pantsir-S1) o 2A38M da 30 mm (Pantsir-S2 e successivi) entrambi sviluppati a partire dal cannone GSh-30.

### Radar
Il radar del Pantsir-S1 è in grado di rilevare bersagli dalla RCS di circa 2-3 metri² a più di 30 km di distanza e di tracciarli a partire da 24 km di distanza. Nel Pantsir-S2 il radar principale è sostituito da un nuovo SOTS in banda-S in grado di aumentare il raggio di rilevamento dei bersagli fino a 40 km. Inoltre, può tracciare bersagli terrestri e dispone di un sistema IFF integrato. All'interno della cabina due nuovi display LCD multifunzione hanno sostituito il precedente display CRT multiplo ed un nuovo sistema informatico centrale ha notevolmente ridotto i tempi di reazione.
Ulteriori miglioramenti sono stati introdotti per il Pantsir-SM.

## Uso in combattimento

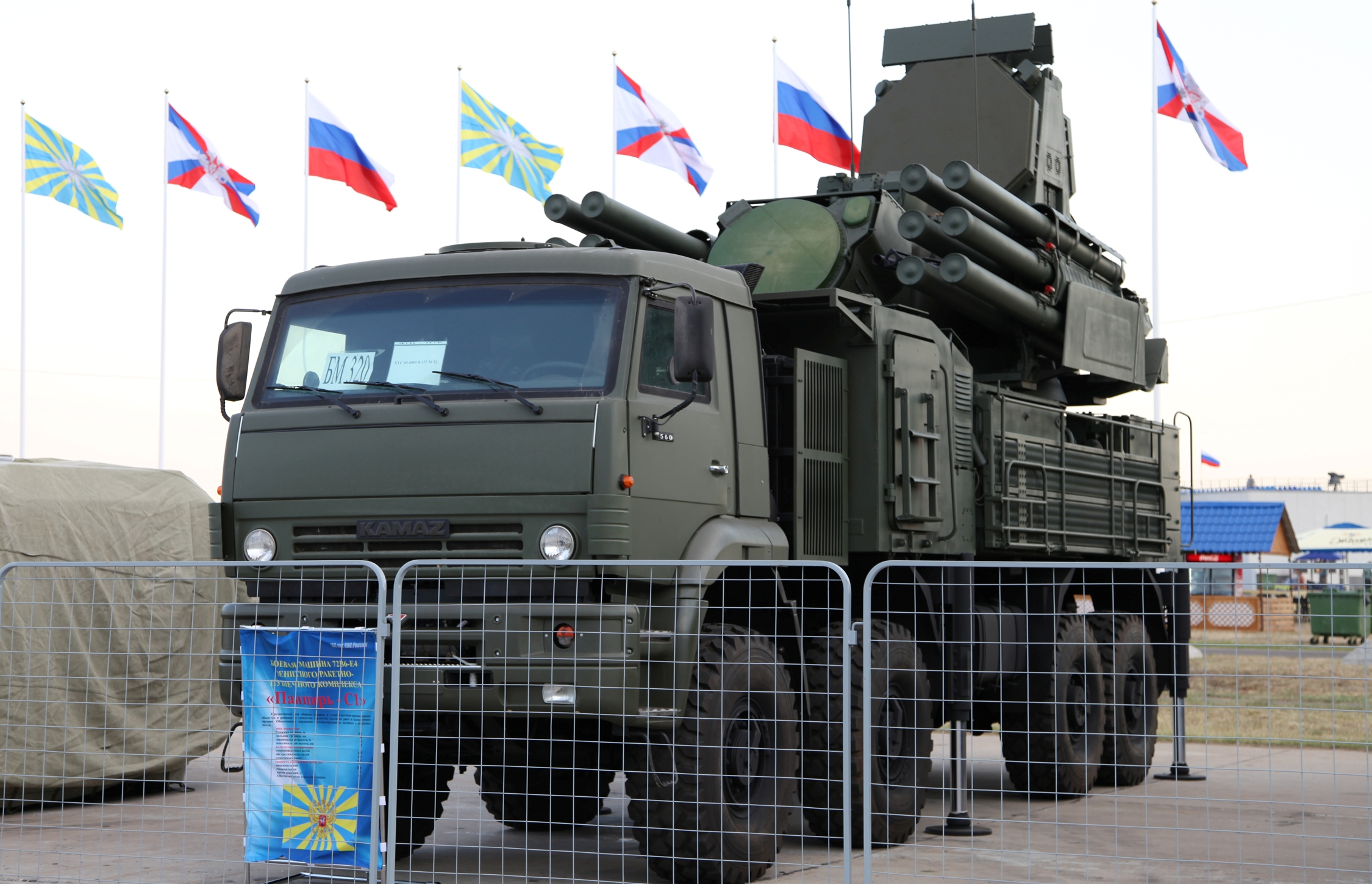
Un prototipo del Pantsir-S2 in mostra al pubblico in occasione del Centenario dell'aviazione russa, 2012.

### Annessione della Crimea
La prima missione operativa del Pantsir risale al 2014, quando i sistemi schierati in Crimea hanno abbattuto velivoli senza pilota provenienti dallo spazio aereo ucraino. Sempre nel 2014 l'Armament Research Services (ARES), sulla base di informazioni provenienti dai social network, svelò la presenza di complessi Pantsir-S1 nei territori non controllati dalle autorità ucraine, in particolare nella città di Lugansk, ed il loro utilizzo nelle ostilità.

### Guerra dello Yemen
Nell'aprile 2017 l'esercito degli Emirati Arabi Uniti, appartenente alla coalizione a guida saudita, ha erroneamente abbattuto un elicottero saudita Sikorsky UH-60 Black Hawk con uno dei loro Pantsir-S1. 12 militari sauditi sono rimasti uccisi nell'incidente.

### Guerra civile siriana
I complessi Pantsir S-1 sono stati più volte utilizzati durante il conflitto siriano. Ad ottobre 2017, è stato riferito che un Pantsir aveva abbattuto con successo due razzi Grad lanciati dall'ISIS. Nel dicembre 2017 due diversi attacchi missilistici diretti contro la base aerea russa di Chmejmim in Siria sono stati neutralizzati. A fine dicembre 2017, il ministro della Difesa russo Sergei Shoigu ha affermato che durante l'intero periodo di operazioni del contingente russo in Siria, il Pantsir S-1 è riuscito ad intercettare 54 razzi e 16 UAV.

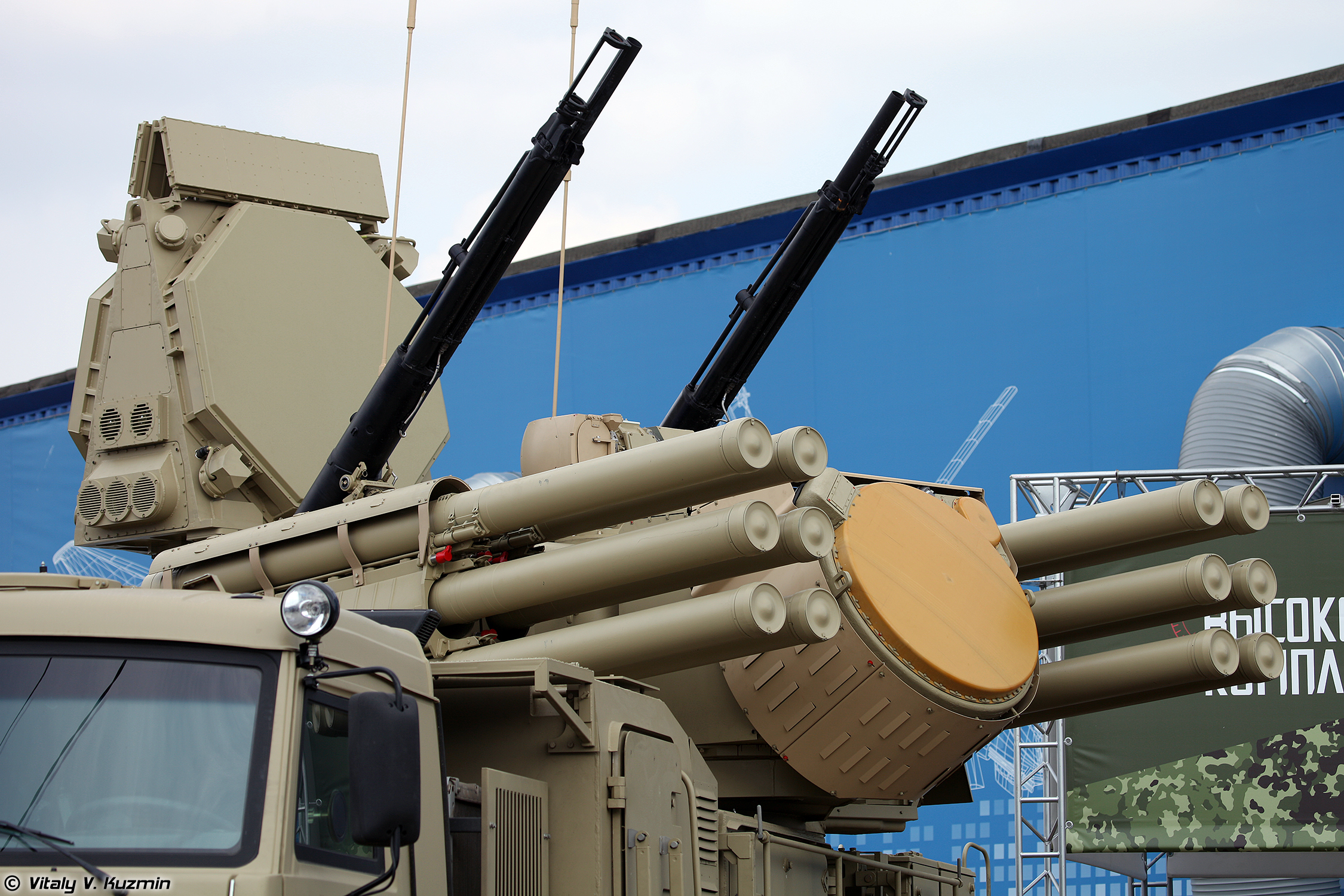
Close up del sistema radar AESA del Pantsir-S2 con antenne ottagonali. Nell'S-1 il radar ha una sola antenna di forma rettangolare.

Nella notte del 14 aprile 2018, la difesa aerea siriana ha impiegato i Pantsir-S1 per respingere l'attacco missilistico a guida statunitense contro obiettivi in Siria. Secondo i dati ufficiali del Ministero della Difesa russo, un totale di 103 missili da crociera sono stati utilizzati dagli Stati Uniti e dai loro alleati, di cui 71 sono stati intercettati con successo dai sistemi di difesa aerea siriani. In particolare, al Pantsir-S1 sono stati accreditati 23 abbattimenti su 25 tentativi. Al contrario, secondo la dichiarazione ufficiale del Dipartimento della Difesa degli Stati Uniti, nessuno dei 105 missili impiegati per l'attacco è stato abbattuto.
Il 10 maggio 2018, un Pantsir-S1 siriano è stato colpito da un missile Spike israeliano, nel corso di un attacco aereo israeliano su obiettivi siriani. Il video dell'impatto, trasmesso dal sensore ottico del missile è stato pubblicato dalle agenzie di stampa: dalla posizione dei missili e del radar del Pantsir, si evince che il sistema aveva esaurito le sue munizioni ed era in modalità di trasferimento.
Il 21 gennaio 2019 il servizio stampa dell'IDF ha pubblicato un video in cui un drone Skystriker è stato colpito dal complesso Pantsir.
Nella primavera del 2020, durante l'operazione turca "Spring Shield", è circolata la notizia che dei droni turchi abbiano distrutto 8 unità Pantsir siriane. L'affermazione è contestata dal Ministero della Difesa russo, secondo cui solo quattro di questi sistemi erano rischierati nella zona di Idlib, e solo due di questi hanno riportato danni a seguito dell'attacco.
A questi episodi si aggiungono i report, a cadenza mensile, della neutralizzazione di attacchi di droni kamikaze diretti contro la base aerea di Hymeimm ad opera del Pantsir rischierati a protezione della base.

### Guerra civile libica
Secondo il Libyan National Army (LNA), il 5 luglio 2019, il complesso Pantsir-S1 appartenente all'Esercito nazionale libico ha abbattuto un L-39 Albatros del Governo di Accordo Nazionale (GNA).
Secondo fonti di Repubblica, un Pantsir S-1 delle forze del generale Haftar avrebbe abbattuto un Predator italiano e uno americano il 20 e 21 novembre 2019.
Nel giugno 2020, un Pantsir-S1E è stato catturato alle forze di Haftar e trasportato presso la base Ramstein in Germania per studi.

## Versioni
Nota: la designazione delle versioni da esportazione del Pantsir sono uguali a quelle presentate qui di seguito, eccetto per la presenza di una E (Export) in finale di nome.
Pantsir-S1: versione prodotta dal 2008 al 2013.

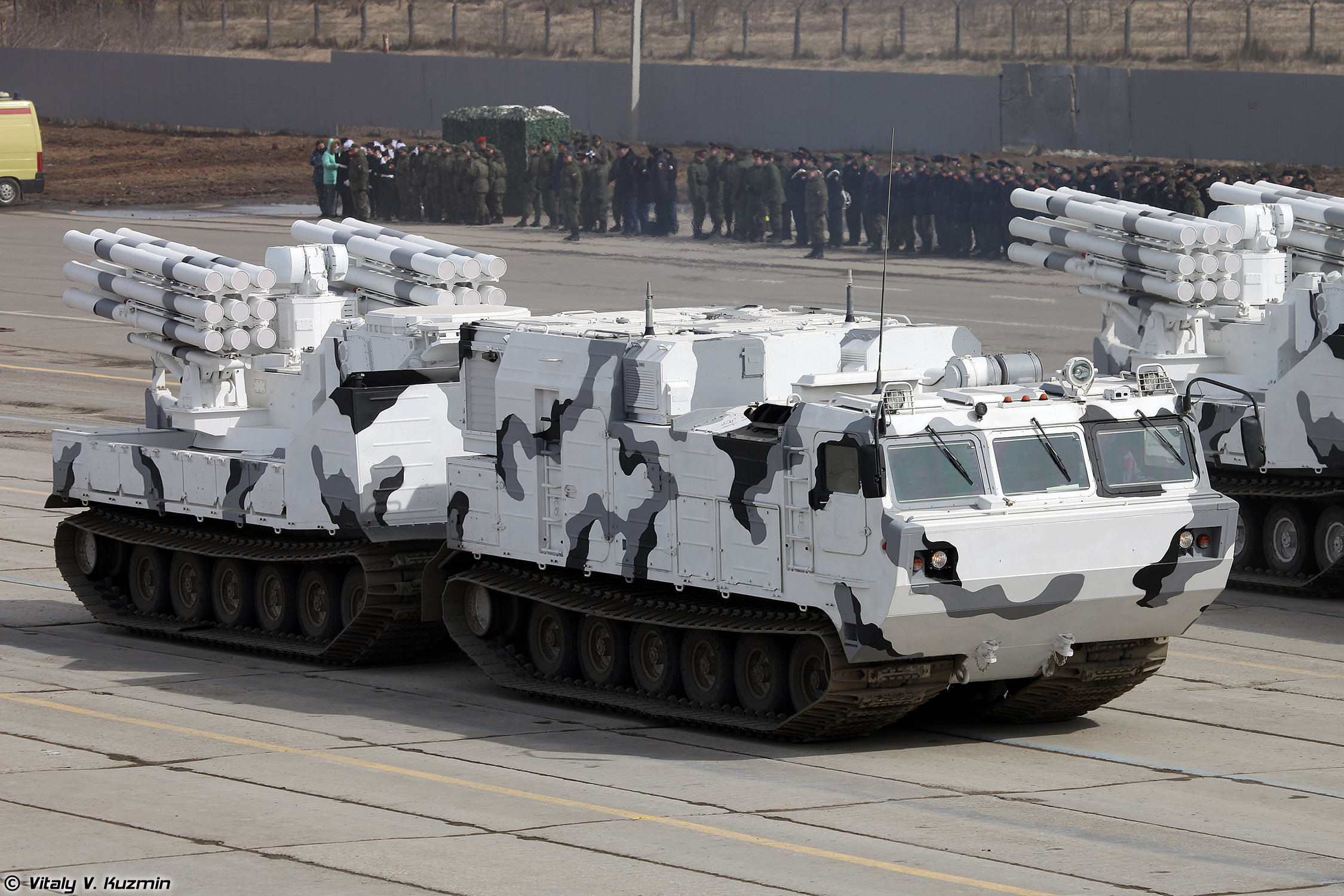
Un Pantsir-SA ottimizzato per le operazioni di difesa aerea nell'Artico. Oltre alla piattaforma cingolata, si noti l'assenza dei cannoni rotanti, sostituiti da ulteriori missili terra-aria.

Pantsir-S1M: upgrade del Pantsir-S1, è stato presentato per la prima volta a febbraio 2019. Ha un radar di ricerca in banda L aggiornato con capacità di tracciare fino a 40 bersagli contemporaneamente e un nuovo radar multifunzionale per il controllo del fuoco che può ingaggiare 4 bersagli contemporaneamente. Il sistema utilizza anche il nuovo missile ipersonico 57E6M-E con gittata fino a 30 km e velocità massima di 1.700 m/s (6.100 km/h) e con testata a frammentazione.
Pantsir-M: variante navale del Pantsir-S1, presentata per la prima volta nel luglio 2015. L'armamento si compone di 2 cannoni GSh-6-30K/AO-18KD da 30 mm a sei canne rotanti, 8 missili superficie-aria ed un radar aggiuntivo, separato da quello montato sulla sommità della torretta stessa. Già collocato sulle nuove corvette classe Karakurt della marina russa, in futuro è destinato a sostituire il Kashtan/Kortik CIWS su tutte le navi da guerra della marina.
Pantsir-S2: Sistema modernizzato per le forze armate. Incorpora un nuovo radar di tracciamento, radar a due facce con funzionalità e portata migliorate. È in servizio con le forze armate di Russia, Algeria e Serbia. Introdotto nel 2015.
Pantsir-SM: variante che incorpora una nuova stazione radar multifunzionale, che aumenta il raggio di rilevamento del bersaglio fino a 75 km ed il raggio di ingaggio fino a 40 km. I sistemi Pantsir-S in servizio possono essere aggiornati allo standard SM. È montato su un nuovo telaio per camion Kamaz 8×8 con cabina blindata. Lo sviluppo, completato nel 2019, include i missili 57E6M-E ipersonici e missili anti-drone di piccole dimensioni che possono essere alloggiati nei container in gruppi da quattro, innalzando il totale potenziale a 48 missili. Ne è prevista l'entrata in servizio presso le forze armate russe nel 2021.
Pantsir-SA: versione specifica per il rischieramento in zone artiche a temperature inferiori a -50 °C. Questa versione è priva dei cannoni automatici da 30 mm, rimpiazzati da ulteriori 6 missili terra-aria, per un totale di 18.
Pantsir-SMD-E: nuova versione modulare presentata in anteprima ad Armiya 2024 (solo il complesso di fuoco e radar, senza trasportatore). Si contraddistingue per essere priva dei mitragliatori ma avere in compenso tubi di lancio aggiuntivi per piccoli missili anti-drone TKB-1055, posizionati sopra e/o a lato dei tubi principali. La lettera finale "E" indica che questa versione è concepita per l'esportazione.

## Utilizzatori
Russia
- 116 unità Pantsir-S1/S2 al 2018.

 Algeria
- 38 complessi Pantsir-S1E, 750 missili consegnati tra il 2012 e il 2014.

 Iraq
- 24 unità in servizio nel 2018. Ordine di 48 complessi Pantsir-S1E e 1.200 missili siglato nel 2012.

 Iran
- 10 Pantsir-S1E, consegnati a partire dal 2012.

 Emirati Arabi Uniti
- 50 Pantsir-S1E e 1.000 missili consegnati tra il 2009 ed il 2013.

 Oman
- 12 complessi Pantsir-S1E, consegnati a partire dal 2012.

 Birmania
- numero di unità imprecisato, ordine siglato nel gennaio 2021.[20]

 Siria
- 36 Pantsir-S1E e 700 missili consegnati tra il 2008 ed il 2011. La fornitura è effettuata in base al contratto del 2006, che prevede la fornitura di 50 unità.

 Etiopia
- numero di unità imprecisato, in servizio a partire dal 2020.

 Libia
- Individuate unità Pantsir-S1 nelle zone controllate dalle forze del feldmaresciallo Haftar, probabilmente provenienti dagli Emirati Arabi Uniti.[21]

 Serbia
- 2 unità consegnate nel febbraio 2020.[22] Ordine di 6 sistemi[23] Pantsir-S2. Nonostante la stampa parli di Pantsir-S1 le foto della cerimonia di consegna mostrano due Pantsir-S2, riconoscibili dal radar AESA a due facce in cima alla torretta.[24]